# عادل الفاضل
الفريق عادل خليفة حمد الفاضل عسكري وسياسي بحريني.

## النشأة والتعليم
ينتمي إلى عائلة الفاضل التي تعتبر فرع من فروع العتوب من خلال جده فاضل بن خليفة آل خليفة العتبي.
حصل على ليسانس الحقوق من كلية الشرطة بدولة الكويت. شارك في العديد من الدورات أهمها دورة متخصصة في القيادة الأمنية الدولية في كلية برامسهيل (المملكة المتحدة) ودورة تنفيذية متقدمة في مجال العلوم الأمنية بجامعة هارفرد في الولايات المتحدة وغيرها من الدورات الأمنية المتخصصة في مكافحة الجريمة المنظمة ومكافحة تمويل الإرهاب وغسل الأموال.

## السيرة المهنية
بدأ الخدمة في وزارة الداخلية في أكتوبر 1977. تم تعيينه مسئول قسم مكافحة المخدرات من 1981 إلى 2001. ثم ترقى إلى رئيس وحدة مكافحة غسل الأموال ومسئول شعبة الاتصال والإنتربول من 2001 حتى 2005. ثم ترقى إلى مدير إدارة مكافحة الجرائم الاقتصادية من 2002 حتى 2005. نقل ليشغل وظيفة مدير عام مديرية شرطة المحافظة الشمالية من 2005 إلى 2007. وأبرز إنجاز له في هذه الوظيفة أنه قام بالقبض على شبكة تخريب تابعة للمعارضة الشيعية تتكون من 35 شخص تهدف إلى ضرب حالة الاستقرار والأمن في البحرين من خلال تجنيد وتدريب بعض الشبان بغية تحقيق أهداف على المدى البعيد لحرق حافلات وسيارات وزارة الداخلية وبعض رجال الشرطة بهدف زعزعة الأمن والاستقرار.
في 2 يوليو 2007 تم تعيينه وكيل جهاز الأمن الوطني. في 28 نوفمبر 2011 ترقى إلى رئيس جهاز الأمن الوطني بالوكالة وفي 27 ديسمبر من نفس العام تم تثبيته في وظيفة رئيس جهاز الأمن الوطني بدرجة وزير. في يوليو 2013 تم تعيينه وزيراً للدولة للشئون الداخلية. وفي ديسمبر 2014 أزيح الفاضل من منصبه على إثر تعيين حكومة جديدة بمناسبة بدء انعقاد الفضل الثالث من مجلس النواب.
في عام 2016 تم ترقية الفاضل من رئيس جهاز الأمن الوطني إلى نائب وزير الداخلية بذات الدرجة ويكون الشخص الثاني في ترتيب وزارة الداخلية وينوب عن وزير الداخلية في القيام بمهام الوزارة في حالة غيابه ويمثل الوزارة في الخارج.
في عام 2017 أصدر ملك البحرين حمد بن عيسى بن سلمان آل خليفة قرار بإعادة الفاضل إلى وظيفته السابقة وهي رئيسا لجهاز الأمن الوطني بدرجة وزير لإعادة تنظيم الجهاز وطريقة عمله.
حضر العديد من المؤتمرات العربية والدولية في مجال مكافحة المخدرات والجريمة المنظمة في الأمم المتحدة ومجلس وزراء الداخلية العرب.

### اللجان
شغل عضوية اللجان التالية:
- عضو فريق العمل المعني بمكافحة الاتجار بالبشر منذ العام 2002.
- عضو اللجنة الوطنية للمواصفات والمقاييس منذ العام 2004.
- رئيس الوفد المكلف بمتابعة المعتقلين البحرينيين بمعتقل غوانتانامو منذ 2004.
- عضو المحكمة العسكرية الاستئنافية العليا منذ العام 2005.
- رئيس اللجنة الفنية لمشروع البرنامج الوطني لمكافحة المخدرات منذ العام 2006.
- رئيس اللجنة المشتركة لوضع البرامج التوعوية بمخاطر المخدرات منذ 2007.
- عضو لجنة الدفاع والأمن الوطني في العام 2008.
- المجلس الأعلى للتقاعد العسكري في عام 2013.[13]

## احتجاجات عام 2011
بعد القضاء على الاحتجاجات التي قامت بها المعارضة الشيعية واليسارية لإسقاط النظام الملكي في البحرين في عام 2011 واجه الفاضل اتهامات من قبل المنظمات الحقوقية بالتورط في انتهاكات حقوق الإنسان وطالب مركز البحرين لحقوق الإنسان بتقديمه للعدالة لمسؤوليته عن عمليات تعذيب واسعة. وذكر عضو مجلس النواب السابق وجمعية الوفاق الوطني الإسلامية الشيعية جواد فيروز أنه عندما تم اعتقاله في مايو 2011 من قبل جهاز الأمن الوطني فقد تعرض للتحقيق من قبل رئيس الجهاز آنذاك الفاضل.
في أبريل 2014 أصدر الفاضل قرار بصفته وزير الدولة للشؤون الداخلية بإبعاد رجل الدين المعارض الشيعي البحريني ذو الأصول الإيرانية حسين ميرزا عبد الباقي محمد عبد الرزاق الشهير باسم حسين نجاتي وذكرت المعارضة أن أسباب الإبعاد هي رفضه الابتعاد عن إطاعة المرشد الديني والسياسي للمعارضة عيسى قاسم وإدانة العنف والدعوة للمشاركة في انتخابات مجلس النواب أواخر ذاك العام. بينما ردت وزارة الداخلية في بيان أن: «النجاتي مارس نشاطاته بشكل غير واضح ومن غير تنسيق مع الجهات الرسمية بالبلاد واتضح للجهات المعنية أنه ممثل للسيستاني. اتضح بعد الاستفسار من العاملين في مكتبه أنه يقوم بجمع أموال وتوزيعها باسم المرجعية التي يعمل ممثلا لها مما يعزز الشكوك حول هوية النجاتي. العمل كوكيل رسمي لأي جهة يتطلب خطابا رسميا يحدد المسؤوليات والنشاطات المنوي القيام بها. في ضوء هذه المعطيات ولأنه لم يتم اتخاذ كل هذه الإجراءات ارتأينا إبعاد حسين النجاتي من أجل تصحيح الأوضاع وفق مقتضيات القوانين والإجراءات».

## التكريم
- وسام البحرين من الدرجة الأولى (2013).[18]